# Tramvajová trať Nádraží Holešovice – Ke Stírce
Tramvajová trať Nádraží Holešovice – Ke Stírce se nachází na severu Prahy. Je vedena Trojskou ulicí z Kobylis dolů k Troji, překonává Vltavu po Trojském mostě, pak pokračuje podjezdem pod železniční tratí a napojuje se na zbytek sítě nedaleko stanice metra Nádraží Holešovice. Z velké části se nachází na vlastním tělese s otevřeným kolejovým svrškem, výjimkou je trasování v ulici Trojská, přejezd v Troji a napojení trati u holešovické elektrárny. 
Na této trati je největší podélný sklon v celé pražské tramvajové síti, a to až 80,15 ‰.

## Historický vývoj

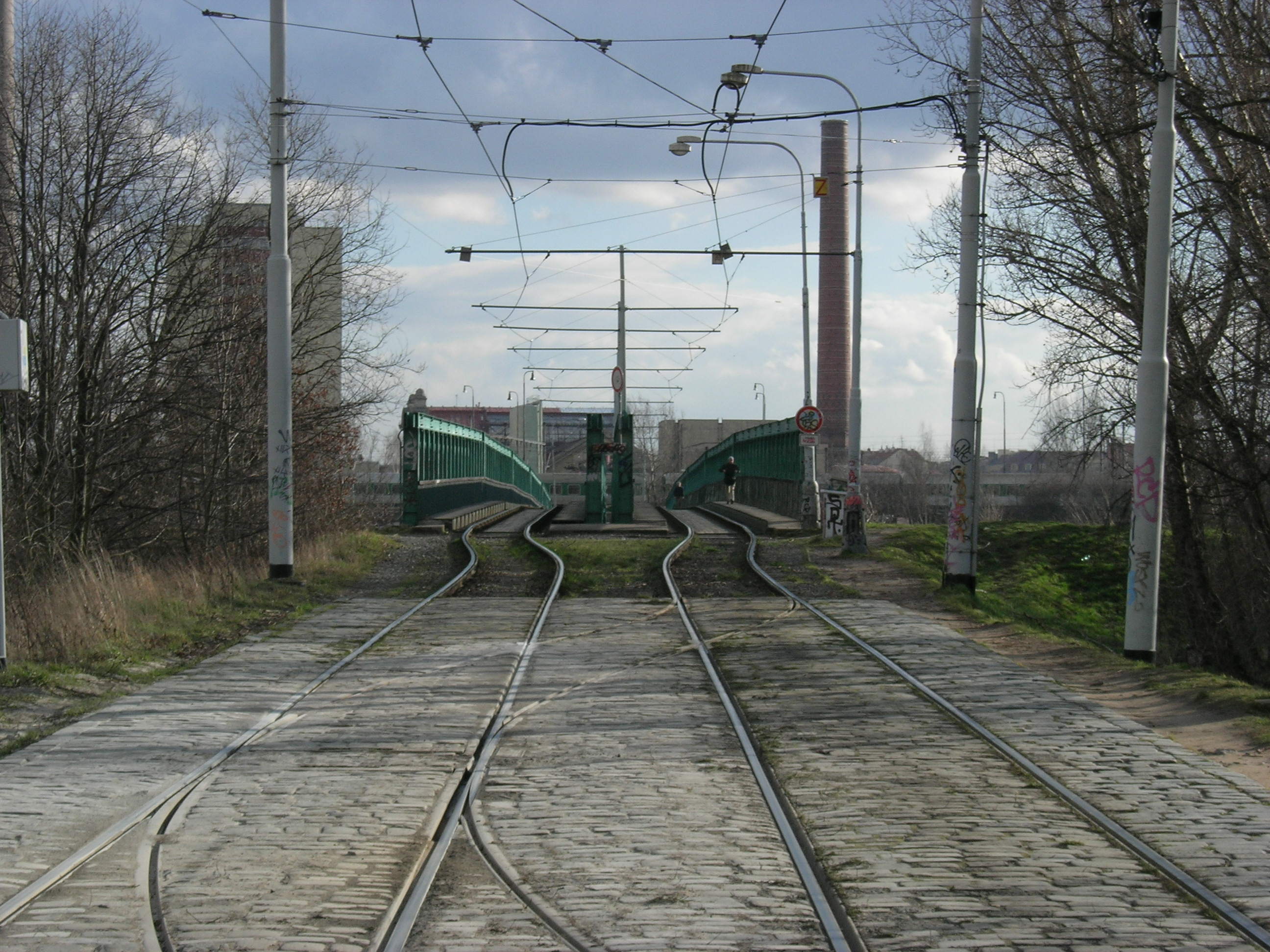
Starý Trojský tramvajový most s kolejovým přejezdem, pohled k Holešovicím

Trať byla otevřena 5. května 1977 jako náhrada za tehdy zrušenou vedenou přes most Barikádníků. Ten totiž procházel složitou rekonstrukcí, neboť starý most již nepostačoval rostoucí automobilové dopravě. Stav tramvajového mostu se však po prvních pár letech provozu zhoršil, takže bylo nutné jej urychleně vyměnit; na místo původního přemostění tak byly přesunuty provizorní konstrukce, které sloužily předtím jako náhrada za most Barikádníků. V letech 1981–1982 jezdily tramvaje po mostě i jednokolejně, takže na trati na obou březích bylo nutné vybudovat křížové kolejové přejezdy. Při rekonstrukci v roce 1995 byl trojský křížový přejezd nahrazen dvěma jednoduchými přejezdy, v roce 1998 byl holešovický křížový přejezd zrušen bez náhrady a v případě potřeby je nahrazován mobilními přejezdy Californien. 

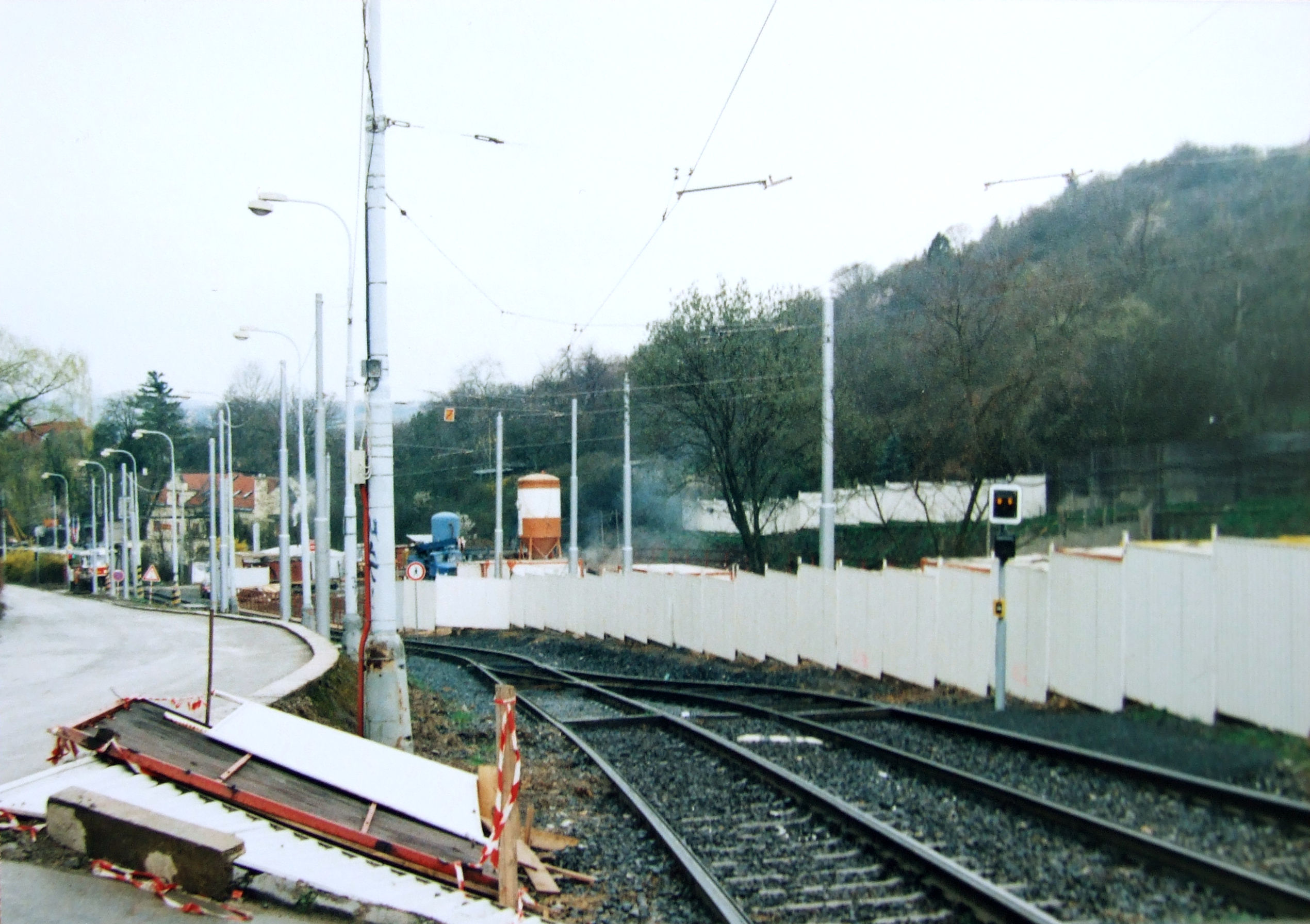
Provizorní jednokolejná trať nad staveništěm metra v roce 2001

Mezi lety 2000 až 2004 byl provoz na trati ovlivněn několikrát výstavbou tratě metra IV.C1 směrem na Kobylisy. Úsek metra je zde totiž veden zhruba ve stejném směru, jako trať tramvajová, na jednom místě se kříží. Právě tam se nacházelo staveniště přímo pod tratí, takže bylo nutné provoz několikrát přerušit. Aby nebyla však neproběhla dlouhodobá výluka, byla při výluce od 15. února do 28. února 2001 vybudována provizorní jednokolejná trať, která byla při další výluce od 26. května do 9. června 2001 nahrazena splítkou na mostním provizoriu přes stavební jámu. Při výluce od 21. května do 28. června 2003 byla splítka zrušena a obnovena dvojkolejná trať.
V důsledku výstavby Městského okruhu a tunelu Blanka byl starý most, zvaný Ramusák, v roce 2013 odstraněn a postaven nový Trojský most i s částečnou přeložkou tratě za stanicí Trojská. Zprovozněn byl 6. října 2014.

## Technika jízdy

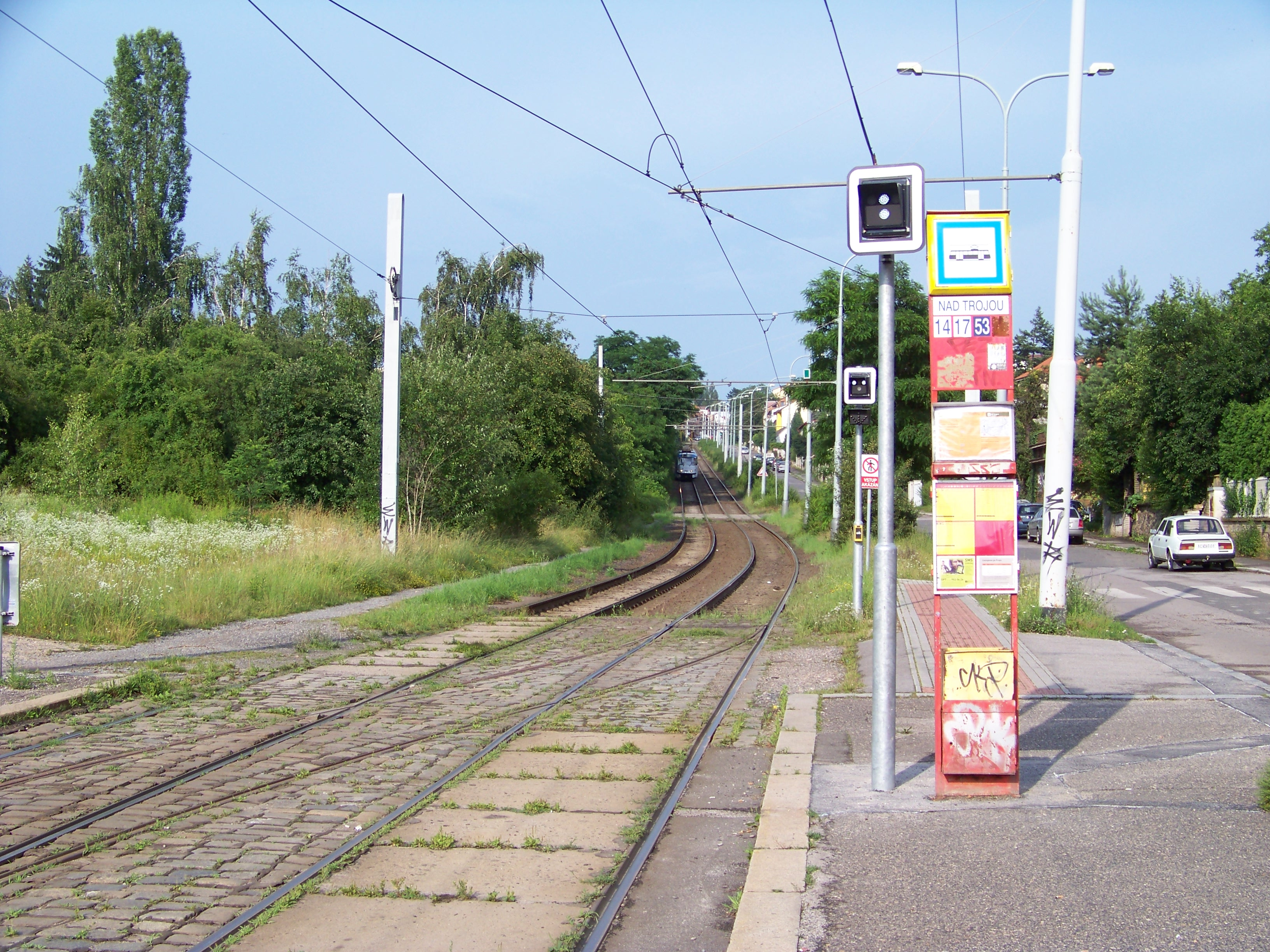
Úsek stoupání 80 ‰ nad zastávkou Nad Trojou. Provoz je oboustranně zabezpečen světelnou signalizací, která zajišťuje rozestupy mezi vlaky.

Podélný sklon trati a délka úseku, ve kterém tato hodnota je, je mezní, který tramvaje pražského vozového parku v době výstavby byly schopné zvládnout. Ve vozovém parku tehdy převládaly vozy se zrychlovačovou elektrickou výzbrojí a kvůli jejich vlastnostem byla nařízena zvláštní technika jízdy mj. jako prevence přehřívání zrychlovačů.
V nejstrmějším úseku (cca 500 m za zastávkou Hercovka až cca 100 m před zastávku Nad Trojou) je rychlost pro jízdu ze svahu omezena do 25 km/h. Kvůli tomuto požadavku byly do vozů T3 postupně doplňovány rychloměry, které z nich byly v minulosti odebrány.
V zastávce Hercovka je zřízeno bezpečnostní zastavovací místo, v němž musí zastavit všechny vlaky, včetně těch, které nemusí v zastávkách stanicovat (služební jízdy, manipulační jízdy apod.).
Při jízdě do svahu jsou řidiči historických vozů se zrychlovačem povinni jet na nejvyšší stupeň jízdy. Úsek je vybaven světelným signalizačním zařízením, které zajišťuje dostatečné rozestupy mezi vlaky (mj. při jízdě zrychlovačové tramvaje nesmí dojít k přerušení napájení při projíždění úsekem nahoru) a také má zajistit přednost (nutně rychle jedoucí) tramvaje před silničními vozidly v horní části úseku. 
Původně bylo navíc na trati dispečerské stanoviště, které muselo být nepřetržitě obsazeno dispečerem dohlížejícím na provoz. V případě mimořádného zastavení vlaku na trati vyžadovaly předpisy asistenci dispečera. Po smrtelném zranění jednoho z dispečerů[zdroj⁠?!] došel provozovatel k závěru, že bezpečnost lze zajistit i bez této asistence, a dispečerské stanoviště bylo zlikvidováno.

## Zastávky
- Nádraží Holešovice – nácestná zastávka v obou směrech
- Trojská – nácestná zastávka v obou směrech
- Nad Trojou – nácestná zastávka v obou směrech
- Hercovka – nácestná zastávka v obou směrech

## Galerie

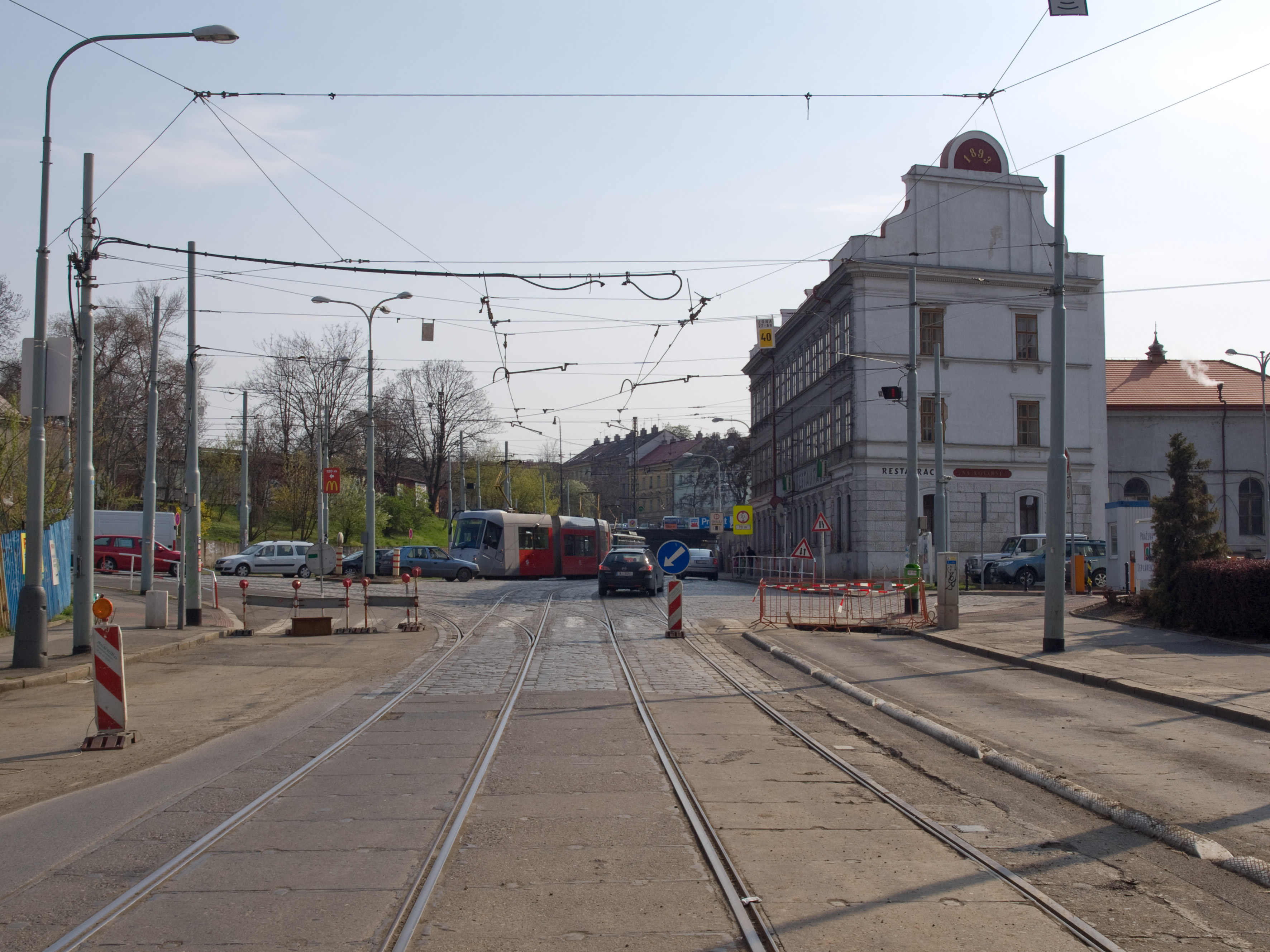
Vyústění trati v Partyzánské ulici
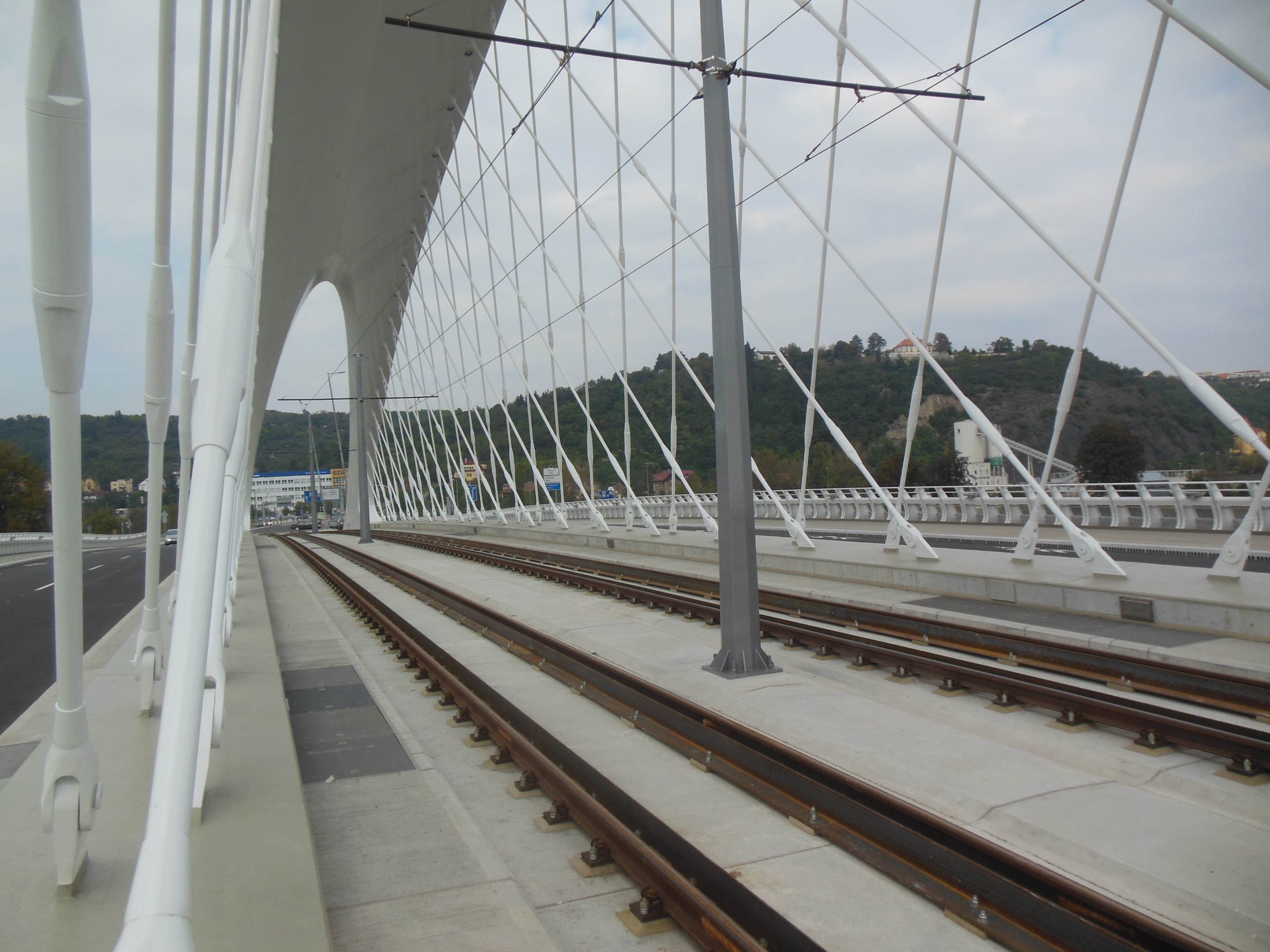
Tramvajová trať na novém Trojském mostě
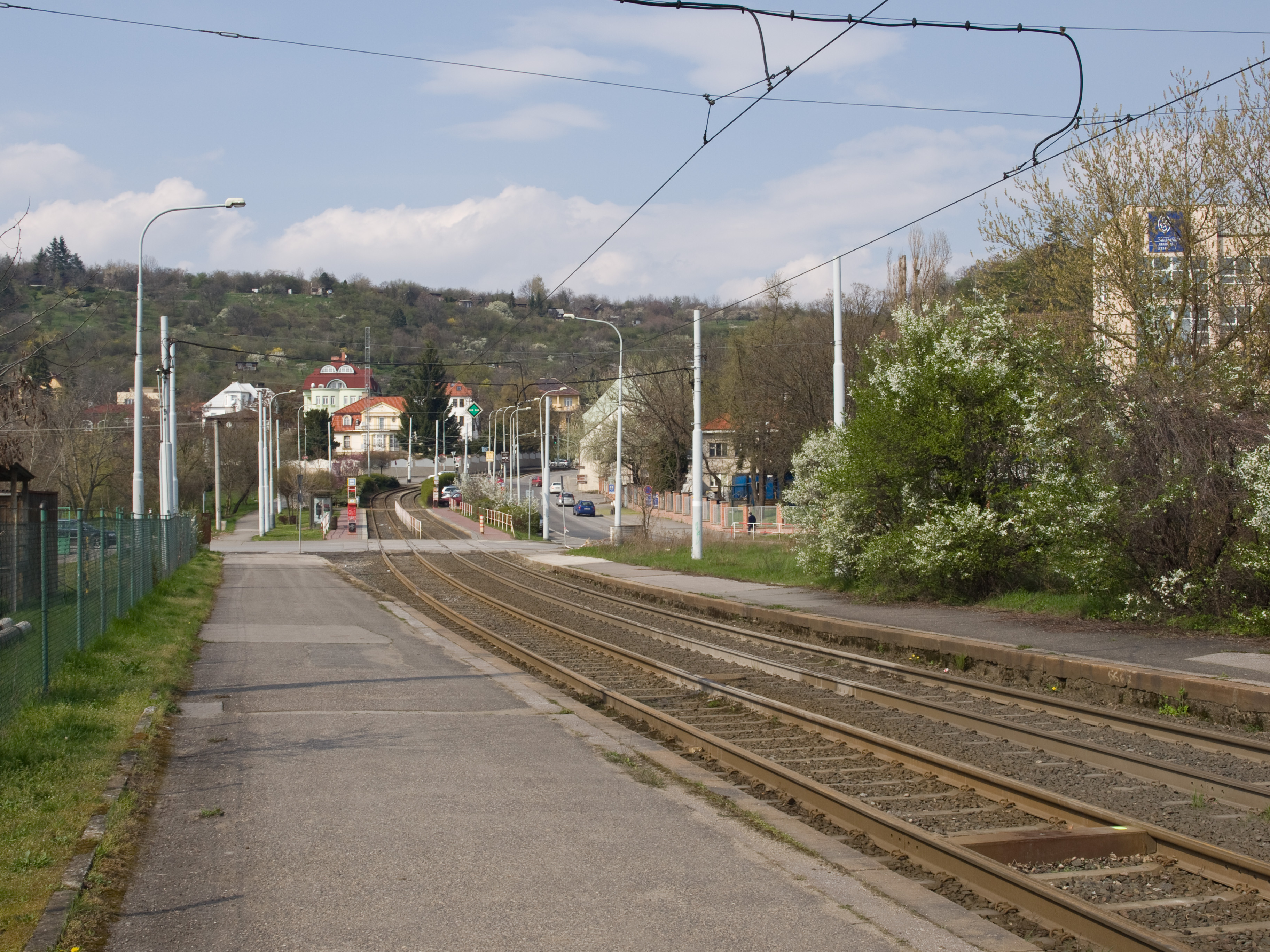
Pohled na zastávku Trojská od Trojského tramvajového mostu (před přeložením trati r. 2014)
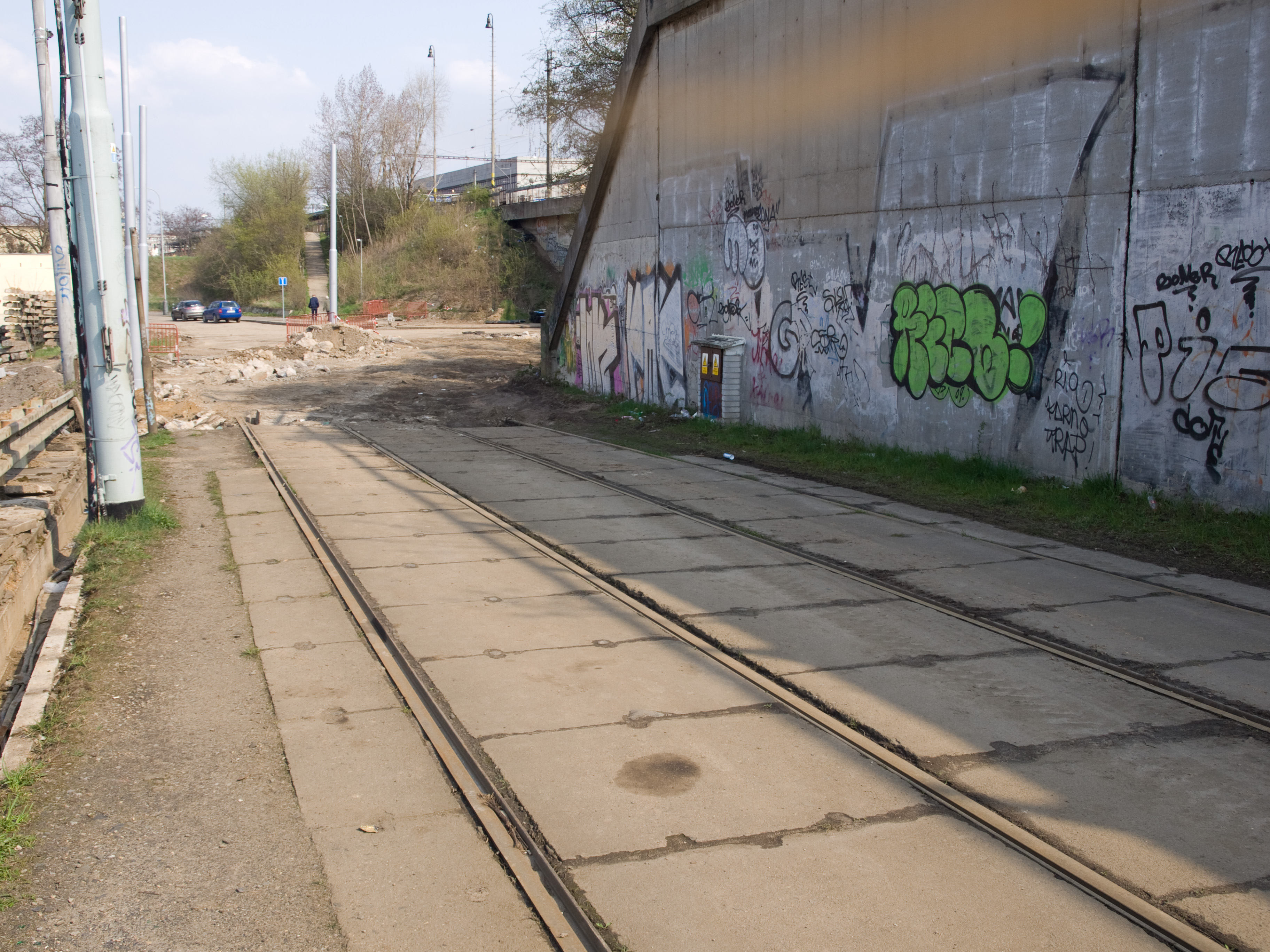
Sjezd z Trojského tramvajového mostu (před přeložením trati r. 2014)
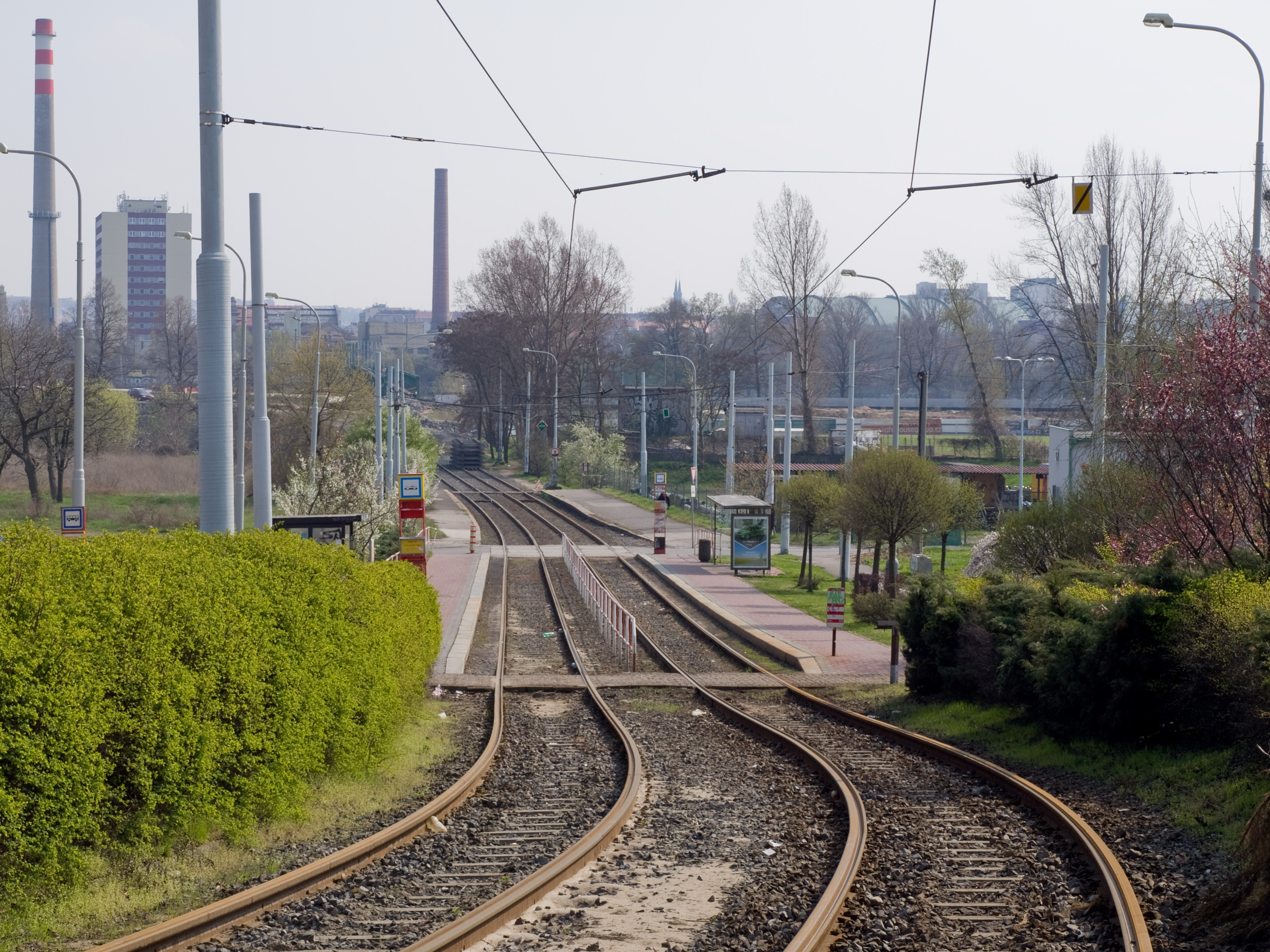
Pohled na zastávku Trojská během rekonstrukce
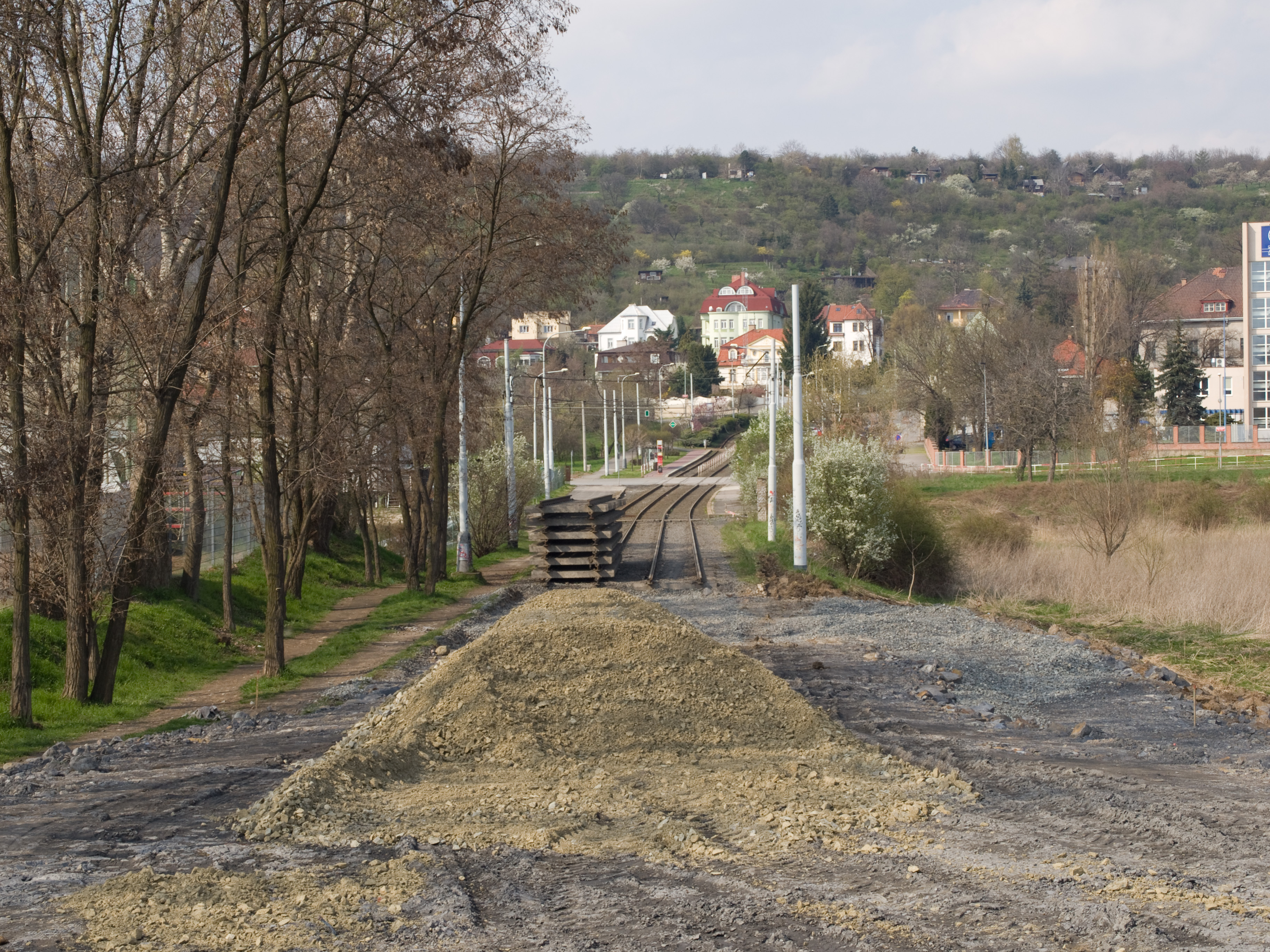
Místo bývalého kolejového přejezdu během rekonstrukce
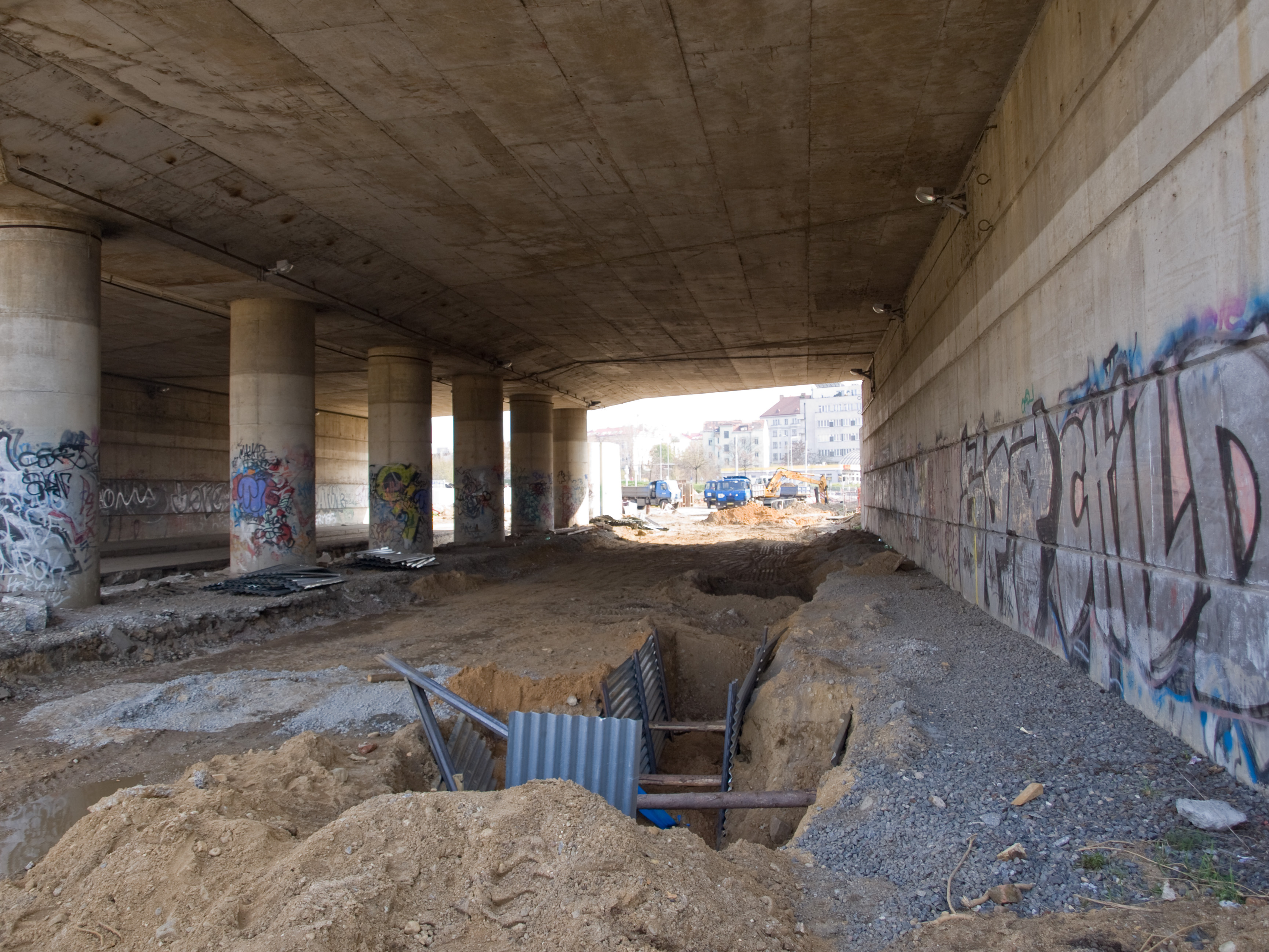
Snesená trať pod mostem holešovického nádraží během rekonstrukce
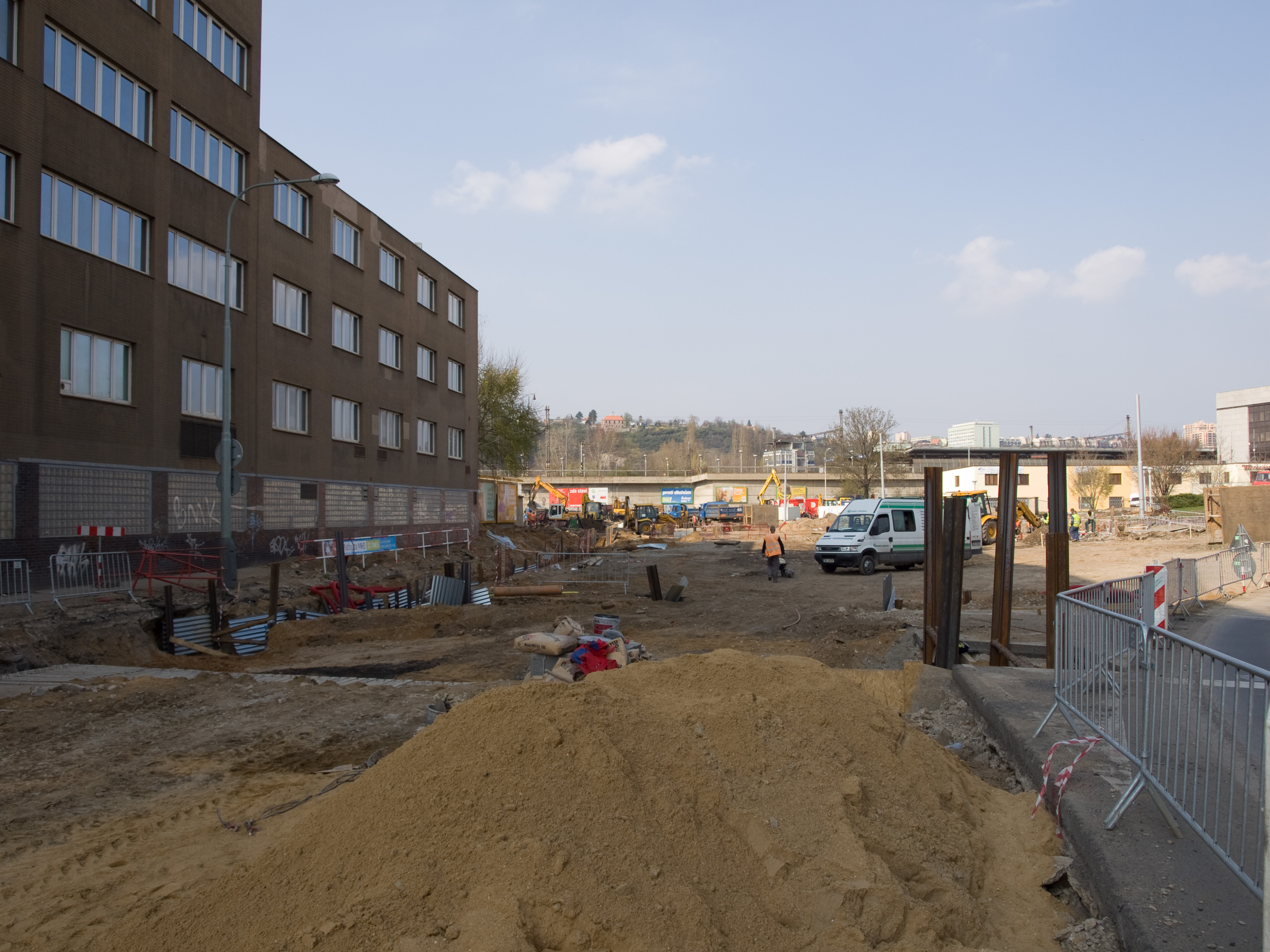
Oblast zastávky Nádraží Holešovice během rekonstrukce